# Pediobius erionotae
Pediobius erionotae är en stekelart som beskrevs av Geoffrey John Kerrich 1973.
Pediobius erionotae ingår i släktet Pediobius och familjen finglanssteklar. Inga underarter finns listade i Catalogue of Life.